# April Scott (Home and Away)
April Scott-Walker (apellido de soltera: Scott) es un personaje ficticio de la serie de televisión australiana Home and Away, interpretada por la actriz Rhiannon Fish desde el 15 de junio del 2010, hasta el 13 de noviembre del 2013.

## Antecedentes
April es hija de un francés, quien llega a la bahía por primera vez en el 2010 y con solo dieciséis años. Es muy buen amiga de Xavier Austin y Dexter Walker.

## Biografía
No le importa ser diferente a otras personas. Tiene opiniones fuertes sobre todo, desde el medio ambiente hasta la moda y no tiene miedo de expresarse. Poco después de su llegada a la bahía comienza a salir con Xavier Austin.
Cuando el ex-prometido de su hermana llega a Bay para intentar ganársela de nuevo, April no lo acepta ya que Vittorio engañó a Bianca con otra mientras ambos estaban comprometidos y cuando se entera de que su hermana regresó con él intenta hacerla cambiar de opinión y la alienta para que regrese con Liam.
En la boda de su hermana, esta decide no casarse con Vittorio y lo deja en el altar para irse con Liam, April le dice a su hermana lo orgullosa que está de ella por aceptar sus verdaderos sentimientos y por su decisión. Poco después Bianca y Liam se van de la iglesia y la madre de Xavier, Gina decide casarse con John. 
Durante la fiesta, Joanna molesta por la decisión de Bianca le dice a April que no esperará a que ella eche a perder su vida como lo hizo Bianca y se la lleva, cuando Xavier las ve April le dice que su madre se la llevara para siempre de vuelta a París lo cual deja destrozado a Xavier.
En el 2011 April regresa a la bahía y continúa su relación con Xavier, sin embargo después de robar unos químicos de la escuela que accidentalmente casaron que Xavier terminara en el hospital, sintiéndose culpable por lo sucedido April decide romper con él, sin embargo Xavier hace todo por recuperarla.
A finales del año April pierde su virginidad con Heath Braxton, ambos ocultan sus encuentros, sin embargo cuando Bianca descubre lo que está pasando le dice a su hermana que se aleje de él. Más tarde April descubre que Heath sale al mismo tiempo con Henrri Brown y con ella, así que decide terminar con Heath. 
En el 2012 queda encantada cuando su hermana Bianca por fin se casa con su novio Liam Murphy y aún más cuando se entera de que está embarazada, sin embargo luego descubre que el padre del bebé es el exnovio de Bianca, Heath. A finales de año April descubre que fue aceptada en la universidad de medicina lo que la deja encantada.
En noviembre del 2013 April finalmente se casa con Dexter rodeada de todos sus familiares y seres queridos, Casey y Tamara Kingsley fueron sus padrinos, luego April se va de la bahía con Dexter y se muda a París para terminar sus estudios.